# Raucheck
Raucheck (2 430 m n. m.) je nejvyšší hora pohoří Tennengebirge. Nachází se na území okresu St. Johann im Pongau v rakouské spolkové zemi Salcbursko. Leží asi 9 km severně od města Bischofshofen.

## Přístup

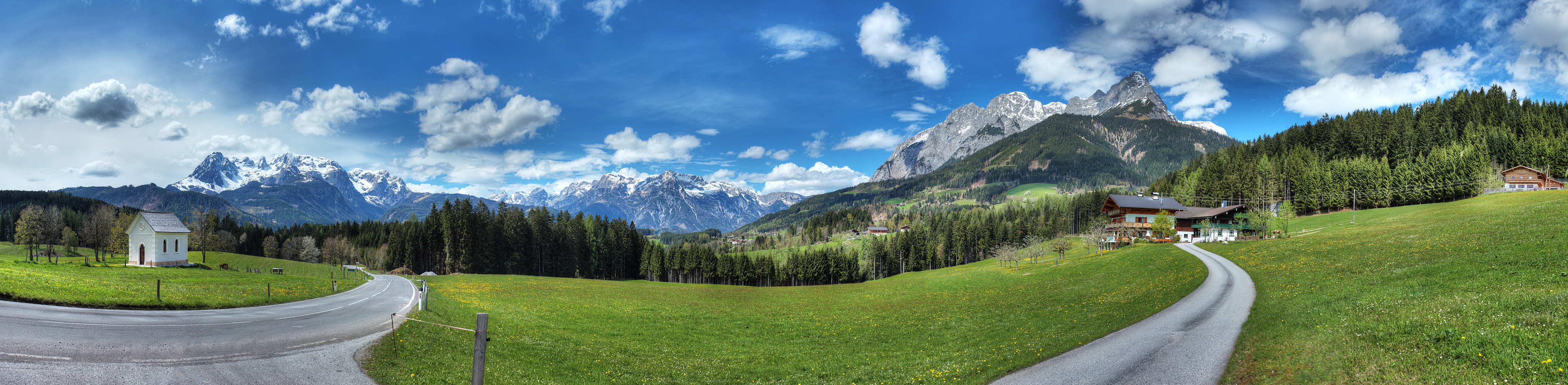
Rozhled od Dietlkapelle, na obzoru zleva Hochkönig, Hagengebirge, Raucheck, Werfener Hochthron.

Nejoblíbenější je značená túra od lesního parkoviště Unterholz nad městem Werfen, okolo samoty Mahdegg na chatu Werfenerhütte (1969 m), přes ferátu do údolí Throntal a okolo chatky Edelweißerhütte (2350 m) na vrchol.
Na vrchol lze vystoupit po značených cestách také od chat Leopold-Happisch-Haus (1925 m) a Dr.-Friedrich-Oedl-Haus (1575 m).
Plochý vrchol využívají paraglidisté k mezipřistání, odpočinku a následnému vzletu.